# Silver Snakes
Silver Snakes ist eine US-amerikanische Punk- und Rock-Band aus Los Angeles, Kalifornien, die 2011 gegründet wurde.

## Geschichte
Die Band wurde im Jahr 2011 gegründet, nachdem sich Alex Estradas vorherige Hardcore-Punk-Band Cathedrals aufgelöst hatte. Silver Snakes bestand neben dem Sänger und Gitarristen Estrada aus dem Bassisten Mike Trujillo, dem Gitarristen Jeremiah Bignell und dem Schlagzeuger Garrett Harney. Es folgte 2012 das Debütalbum Pictures of a Floating World, dem sich 2014 Year of the Snake und 2016 Saboteur anschlossen. Auf letzterem Album ist Tomas Lilkedahl von The Old Wind als Gastsänger zu hören. Der Tonträger erschien in den USA bei Evil Ink Records, dem Label des Coheed-and-Cambria-Mitglieds Claudio Sanchez. In Europa wurde es bei Pelagic Records veröffentlicht. In ihrer Karriere ist die Band unter anderem zusammen mit Harvard, Broadway Calls, Sainthood Reps, Defeater, Junius, Coheed and Cambria, Braid, Balance and Composure, Shiner, Touché Amoré, Narrows und La Dispute aufgetreten und war unter anderem auf dem Sound and Fury Festival, den Fun Fun Fun Nights und dem South by Southwest zu sehen.

## Stil
Neil Z. Yeung von Allmusic schrieb, dass die Band Hard Rock spielt, der durch die Alternative-Rock-Szene der 1990er Jahre beeinflusst worden sei. Estrada sei, neben Hardcore Punk, durch lateinamerikanische Musik und Industrial beeinflusst worden. Für letzteres hätten Sleep, Tool, Nine Inch Nails und Ministry Pate gestanden. Auf dem Debütalbum Pictures of a Floating World klinge die Gruppe wie At the Drive-In aus dem Jahr 2001. Auf Year of the Snake sei die Band härter und langsamer und dem Sludge zugewandt. Auf Saboteur hätten die Industrial-Einflüsse zugenommen und seien Synthesizer-Einflüsse hinzugekommen, sodass Ähnlichkeiten zu den späten Deftones vorhanden seien. Die Bandbiografie auf yearofthesnakes.com gibt Estradas Einflüsse mit Lola Beltrán, Godflesh und Ministry als Einflüsse an. Saboteur sei durch Nine Inch Nails The Downward Spiral und Sleeps Dopesmoker beeinflusst worden. Laut laut.de bewegt sich die Band „genauso nah an Alternative-Stadionrock wie an atmosphärischem Post Metal“, während Nine Inch Nails ein genauso vergleichbarer Einfluss wie Sleep darstellt. Die E-Gitarren würden nur Powerchords spielen, während das Schlagzeug langsam und der Gesang mitreißend sei. Die Musik klinge zwar oberflächlich einfach, sei aber progressiv strukturiert. Auf den Alben würden sich „Metal-Shouts an fragil-urbane Post-Psychedelik, Drum'n'Bass-Anklänge an drückende Stonerwände“ aneinanderreihen.
Melanie Aschenbrenner vom Metal Hammer schrieb in ihrer Rezension zu Saboteur, dass hierauf Anleihen von Deftones und Nine Inch Nails zu hören sind. Das Lied Glass weise Einflüsse aus dem Industrial Rock der 1990er Jahre auf, während Charmer Parallelen zu Songs von Ministry habe. Das Album lebe von der Spannung zwischen Mutlosigkeit und Aufbruch sowie Einsicht und Aggression.

## Diskografie
- 2012: Pictures of a Floating World (Album, Animal Style Records)
- 2012: Silver Snakes / Souvenirs (Split mit Souvenirs, 6131 Records)
- 2013: Sundance (Single, Bridge Nine Records)
- 2014: Year of the Snake (Album, Bridge Nine Records)
- 2016: Saboteur (Album, Evil Ink Records (USA) / Pelagic Records (Europa))